# Gypsophila parva
Gypsophila parva är en nejlikväxtart som beskrevs av Youssef Ibrahim Barkoudah. Gypsophila parva ingår i släktet slöjor, och familjen nejlikväxter. Inga underarter finns listade i Catalogue of Life.